# Furacão Hazel
O furacão Hazel foi o furacão mais mortífero, segundo mais caro e mais intenso da temporada de furacões no Atlântico de 1954. A tempestade matou pelo menos 469 pessoas no Haiti antes de atingir os Estados Unidos perto da fronteira entre a Carolina do Norte e a Carolina do Sul como um furacão de categoria 4. Depois de causar 95 mortes nos EUA, Hazel atingiu o Canadá como uma tempestade extratropical, aumentando o número de mortos em 81 pessoas, principalmente em Toronto. Como resultado do alto número de mortos e dos danos causados por Hazel, seu nome foi retirado do uso para furacões do Atlântico Norte.
No Haiti, Hazel destruiu 40% dos pés de café e 50% da safra de cacau, afetando a economia por vários anos. O furacão atingiu a costa perto de Calabash, Carolina do Norte, destruindo a maioria das moradias à beira-mar. Em seguida, viajou para o norte ao longo da costa atlântica. Hazel afetou a Virgínia, Washington, D.C., Virgínia Ocidental, Maryland, Delaware, Nova Jérsia, Pensilvânia e Nova Iorque; trouxe rajadas perto de 160 km/h (99 mph) e causou $ 281 milhões (1954 USD ) em danos. Quando estava sobre a Pensilvânia, Hazel se consolidou com uma frente fria e virou para noroeste em direção ao Canadá. Quando atingiu Ontário como uma tempestade extratropical, rios e córregos em Toronto e em torno de Toronto transbordaram, o que causou graves inundações. Como resultado, muitas áreas residenciais nas várzeas locais, como a área de Raymore Drive, foram posteriormente convertidas em parques. Só no Canadá, mais de C$ 135 milhões de danos foram incorridos.
Os efeitos de Hazel foram particularmente sem precedentes em Toronto devido a uma combinação de fortes chuvas durante as semanas anteriores, falta de experiência em lidar com tempestades tropicais e retenção inesperada de energia da tempestade, apesar de viajar 1,100 km (680 mi) sobre a terra. A tempestade parou na área de Toronto e, embora agora fosse extratropical, permaneceu tão poderosa quanto um furacão de categoria 1. Para ajudar na limpeza, 800 membros das forças armadas foram convocados, e foi estabelecido um Fundo de Ajuda a Furacões que distribuiu US$ 5,1 milhões em ajuda.

## História meteorológica
Em 5 de outubro, uma onda tropical com ventos com força de tempestade tropical estava se aproximando das Pequenas Antilhas. Devido ao potencial de formação de tempestades tropicais, um avião Hurricane Hunters voou de San Juan, Porto Rico, para investigar o sistema. Quando o avião atingiu o sistema, eles observaram um ciclone tropical cerca de 30 mi (50 km) a leste da ilha de Granada com ventos estimados em 160 km/h. O United States Weather Bureau prontamente classificou o sistema como Hurricane Hazel. A reanálise do furacão no Atlântico posteriormente avaliou que Hazel se desenvolveu às 06:00 UTC em 5 de outubro cerca de 220 mi (350 km) a leste de Granada. Embora os caçadores de furacões tenham observado ventos com força de furacão, a tempestade tinha um olho pequeno 5 mi (8 km) de diâmetro e uma pressão barométrica central de 1,002 mbar (29.6 inHg). Os ventos de 160 km/h foram, portanto, revistos para baixo para 100 km/h no final de 5 de outubro, embora tenha sido estimado que a tempestade atingiu o status de furacão às 00:00 UTC em 6 de outubro. Ao mesmo tempo, Hazel fez landfall em Granada com ventos de 120 km/h.
Após entrar no Mar do Caribe, Hazel continuou apresentando um pequeno diâmetro de olho e vento. Os ventos aumentaram gradualmente à medida que a tempestade se movia para o oeste, paralelamente à costa norte da Venezuela. Em 8 de outubro, o pequeno olho aumentou para um diâmetro de 29 mi (46 km), enquanto os ventos chegaram a 135 km/h, embora os ventos tenham sido estimados em até 125 mph (201 km/h). Naquele dia, os Hurricane Hunters encontraram uma turbulência severa, que hospitalizou um membro da tripulação e feriu outro. Nos cinco dias seguintes, não houve mais voos para o núcleo do furacão; No entanto, os aviões continuaram a monitorar a tempestade, com imagens de radar indicando que o olho ficou aberto e irregular. No final de 9 de outubro, estima-se que Hazel se intensificou em um grande furacão com ventos de 185 km/h. Originalmente, estimava-se que Hazel atingiu esses ventos no dia anterior. A intensificação foi confirmada em 10 de outubro, quando a aeronave notou um olho bem definido nas imagens de radar.
Em 10 de outubro, Hazel desacelerou no Caribe central e virou bruscamente para o norte-nordeste em direção a Hispaniola, dirigido por uma baixa de nível superior. Às 09:00 UTC em outubro em 12 de dezembro, o furacão atingiu a costa perto de Chardonnières, ao longo da Península de Tiburon, no Haiti, como um furacão de categoria 3 na escala de vento de furacões Saffir-Simpson. Não houve leituras de vento forte no pouso, mas com base em observações anteriores de radar e aeronaves, os ventos sustentados foram oficialmente estimados em 120 km/h (195 km/h). Depois de passar pelo Golfo de la Gonâve, Hazel atingiu o noroeste do Haiti perto de Baie-de-Henne às 00:00 UTC em 13 de outubro, como um furacão de categoria 2 com ventos estimados em 160 km/h. Naquela época, o furacão curvou mais para o norte e noroeste devido a um cavado se aproximando, e os caçadores de furacões voltaram a entrar no centro de Hazel, relatando um olho e ventos com força de furacão. Às 14:00 UTC em 13 de outubro, Hazel atingiu Inagua nas Bahamas com ventos de 100 km/h (160 km/h).

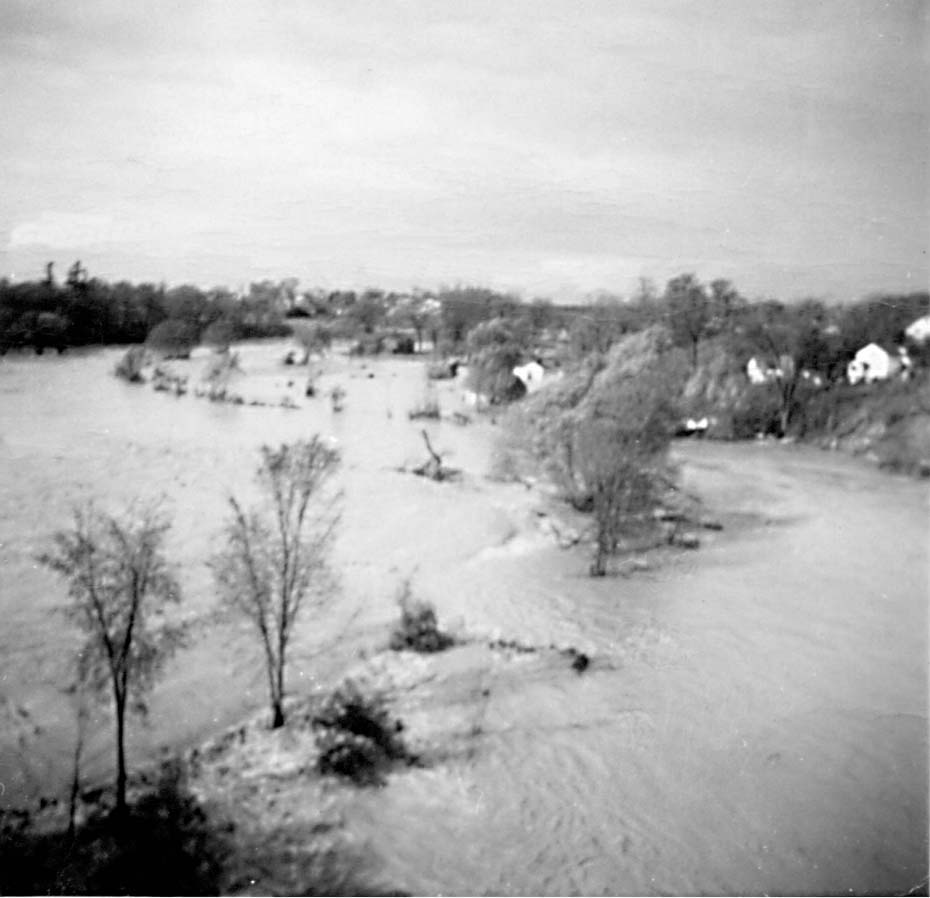
O Weston Golf Club em Toronto ficou submerso depois que o rio Humber transbordou

Depois de afetar as Bahamas, Hazel acelerou para noroeste em direção ao sudeste dos Estados Unidos, tomando um percurso entre um vale e um cume. Geralmente, espera-se que os furacões percam energia depois de ir ao norte da Flórida devido às temperaturas mais baixas da água. No entanto, Hazel se fortaleceu enquanto seguia para o norte sobre a Corrente do Golfo. Os caçadores de furacões foram incapazes de observar o núcleo da tempestade até que se aproximasse da terra, relatando um olho 18 mi (33 km) de diâmetro em 15 de outubro. Mais tarde naquele dia, um navio ao largo da Carolina do Sul relatou uma pressão central de 938 mbar (27.7 inHg), que foi o menor em associação com o furacão. Às 15h30 UTC em 15 de outubro, Hazel atingiu a costa a oeste da fronteira Carolina do Norte/Carolina do Sul com 64 km (40 mi), ligeiramente a nordeste de Myrtle Beach no último estado. Com base na pressão, um tamanho maior do que a média, e o movimento de avanço rápido, a intensidade do landfall foi estimada em 215 km/h, ou uma Categoria 4 na escala Saffir-Simpson.
O olho de Hazel foi rastreado em várias cidades da Carolina do Norte enquanto o sistema continuava para o norte. Às 18:00 UTC em 15 de outubro, o furacão tornou-se extratropical perto de Raleigh e, em seis horas, passou perto de Washington, DC. Seus remanescentes extratropicais aceleraram para o norte através da Pensilvânia e Nova Iorque ao longo de uma frente fria estendida. Apesar das observações generalizadas em todo o leste dos Estados Unidos, continua a haver incerteza na trilha de Hazel como uma tempestade extratropical. O serviço meteorológico canadense sustenta que a circulação original se dissipou no oeste da Pensilvânia e uma nova se formou no oeste de Nova Iorque. Em contraste, a Divisão de Pesquisa de Furacões dos EUA mais tarde avaliou a circulação como se tornando alongada, mas contínua. Em 16 de outubro, a tempestade atravessou Ontário e sobre a região de Toronto. Pouco depois, o ex-furacão Hazel caiu para ventos fortes depois de mover quase 1,000 km (620 mi) sobre a terra. A tempestade desacelerou e virou para o norte, passando pela Baía de James no início de 17 de outubro. Depois de virar para o nordeste, os remanescentes de Hazel foram absorvidos por uma tempestade extratropical maior sobre o Canadá em 18 de outubro.

## Preparações
Em 6 de outubro, avisos para pequenas embarcações foram emitidos para as ilhas holandesas de Aruba, Bonaire e Curaçau, apesar das previsões de que Hazel passaria para o norte; esses avisos foram cancelados um dia depois. Depois que a tempestade virou para o norte, alertas de ciclone tropical foram postados para o Haiti, a República Dominicana e as águas da Canal de Mona. Pequenas embarcações perto da Jamaica foram aconselhadas a seguir para o porto antes da tempestade. A Marinha dos EUA completou extensos preparativos em sua base na Baía de Guantánamo, ordenando cerca de 1.000 civis em cabanas Quonset reforçadas e fortificadas, voando aeronaves para fora do caminho da tempestade e posicionando navios de superfície no mar.
Depois, em 14 de outubro, o Serviço de Meteorologia dos Estados Unidos emitiu um aviso para As Carolinas, com a ressalva de que o pior do furacão deveria permanecer no mar. Em vez disso, a tempestade fez uma curva acentuada para noroeste e seguiu em direção à terra. Na noite do mesmo dia, a tempestade estava prevista para atingir a costa perto da fronteira das Carolinas. Outras previsões esperavam que Hazel perdesse seu poder e se dissipasse sobre as Montanhas Allegheny.
Em seu livro Hurricane Hazel, a jornalista canadense Betty Kennedy argumentou que no Canadá, as impressões de que Hazel era "o segredo mais bem guardado da cidade" e que era um "evento meteorológico totalmente documentado que não deveria ter pego ninguém de surpresa" tanto "paradoxalmente [...] contêm muita verdade". Os meteorologistas previram que, se Hazel se fundisse com a frente fria, a tempestade não perderia intensidade, mas potencialmente se fortaleceria. Dois Boletins Meteorológicos Especiais foram emitidos pelo Dominion Weather Office, mas como era esperado que a tempestade passasse a leste de Toronto, poucos outros avisos foram dados e não houve evacuações, o que aumentou os danos materiais e a perda de vidas. A previsão apontava para ventos fortes entre 65 km/h (40 mph) e 80 km/h (50 mph), com apenas aguaceiros ocasionais. Nos lagos Erie e Ontário, os navios receberam avisos de ventos fortes e as velocidades previstas do vento variaram de 65 km/h (40 mph) a 120 km/h (75 mph). A Toronto Hydro chamou equipas de prontidão devido à previsão de ventos fortes, embora quase tenham sido mandados para casa em um ponto devido a uma calmaria na tempestade.
Houve chuvas significativas na área de Toronto nas duas semanas anteriores a Hazel, então o solo já estava saturado. Poucas pessoas no Canadá tiveram alguma experiência com furacões, já que era inédito para eles viajarem para o norte e para o interior como Toronto. Kennedy também observa que se "Toronto estivesse prestes a enfrentar uma nevasca, ou fosse ameaçada por uma queda de neve de 36 centímetros, isso [sic] teria sido algo compreensível. [... ] Isso era diferente. Essa era a crise desconhecida, desconhecida, totalmente inesperada. Os furacões pertenciam aos trópicos."

## Impacto
| Região         | Mortes    | Danos        | Fontes |
| -------------- | --------- | ------------ | ------ |
| Ilhas ABC      | 0         | $350 000     |        |
| Grenada        | 0         | $80 000      | [ 18 ] |
| Haiti          | 400–1,000 | $500 000     | [ 19 ] |
| Puerto Rico    | 9         | —            |        |
| Cuba           | 1         | —            |        |
| Bahamas        | 6         | —            |        |
| Estados Unidos | 95        | $281 000 000 | [ 20 ] |
| Canadá         | 81        | $100 000 000 | [ 21 ] |
| Total          | 591–1,191 | $381 930 000 |        |

### Caribe
Em 8 de outubro, dois tripulantes de aeronaves de reconhecimento ficaram feridos devido à turbulência enquanto observavam Hazel; um foi gravemente ferido o suficiente para exigir hospitalização. As ilhas ABC de Aruba, Bonaire e Curaçau, localizadas ao norte da Venezuela, receberam ventos fortes e chuvas de até 250 mm (9.8 in) quando o ciclone de intensificação passou para o norte. Inundações repentinas em Aruba e Curaçao destruíram uma ponte e várias barragens de água e resultaram em perdas de US$ 350.000. Porto Rico sofreu sua pior inundação desde 1899 como resultado do furacão. Devido aos alertas oportunos, apenas nove pessoas morreram (oito por afogamento e uma por deslizamento de terra), mas infraestrutura, prédios e áreas agrícolas sofreram sérios danos e mais de 11.000 pessoas foram evacuadas de áreas inundadas.
No Haiti, Hazel trouxe inundações repentinas que destruíram várias aldeias e ventos fortes que causaram danos consideráveis às principais cidades. O número de mortos foi estimado em até 1.000 pessoas; a maioria das vítimas se afogou quando a água fluiu em uma inundação pelas montanhas, algumas das quais chegaram a 2,400 m (7,900 ft). A situação foi agravada pelo desmatamento, que diminuiu a capacidade do solo de reter água. A península sul do Haiti sofreu o impacto da tempestade: a maior cidade, Les Cayes, registrou pelo menos 200 vítimas, enquanto a segunda maior cidade de Jeremias foi levada pelo mar, com pelo menos mais 200 vítimas. Danos em Les Cayes foi estimado em $ 500.000. As estimativas de pessoas desabrigadas na sequência de Hazel chegam a 100.000. Hazel destruiu cerca de 40% dos pés de café e 50% da safra de cacau, afetando a economia do país por vários anos. Objetos do Haiti, como tigelas, foram transportados pelo furacão para a costa da Carolina.
A oeste do Haiti, o furacão trouxe ventos com força de furacão para Cuba. Um pescador na ponta leste de Cuba foi morto por mar agitado enquanto tentava proteger seus barcos. Desde que o furacão passou em grande parte a leste das Bahamas, apenas pequenos danos foram relatados lá. Hazel passou diretamente sobre Inágua, onde tirou seis vidas quando um veleiro virou enquanto se abrigava da tempestade.

### Estados Unidos
Na Carolina do Sul, a tempestade produziu marés de 10–11 ft (3.0–3.4 m) ao longo da costa. Centenas de edifícios foram destruídos, incluindo cerca de 80% das residências à beira-mar em Myrtle Beach. Como resultado da alta maré de tempestade, as ilhas de barreira arenosa baixas foram completamente inundadas. Dois cais em Myrtle Beach foram danificados. Em North Myrtle Beach, um hotel de três andares e 800 ft (240 m) cais foram levados para o mar. Na praia de Cherry Grove, 75 residências foram demolidas, enquanto em Pawleys Island, 40 casas foram destruídas, enquanto muitas outras foram danificadas. Uma morte ocorreu na Carolina do Sul. Danos no estado totalizaram cerca de US $ 27 milhões.
No landfall, o furacão trouxe uma maré de tempestade de mais de 5.5 m (18 ft) para uma grande área de litoral, produzindo graves danos costeiros; os danos foram maiores porque o furacão coincidiu com a maré lunar mais alta do ano. O condado de Brunswick, Carolina do Norte, sofreu os danos mais pesados, onde a maioria das habitações costeiras foram destruídas ou severamente danificadas. Por exemplo, em Long Beach, Carolina do Norte, apenas cinco dos 357 prédios ficaram de pé. O relatório oficial do Weather Bureau em Raleigh, Carolina do Norte, afirmou que, como resultado de Hazel, "todos os vestígios de civilização na orla imediata entre a linha do estado e Cape Fear foram praticamente aniquilados". De acordo com a NOAA, "todos os píeres em uma distância de 270 quilômetros de costa foram demolidos".
No aeroporto de Raleigh-Durham, na Carolina do Norte, rajadas de 90 mph (140 km/h) foram registrados; nas cidades vizinhas, incluindo Kinston, Goldsboro e Faison, as rajadas de vento foram estimadas em 120 mph (190 km/h). Com ventos tão fortes em todo o estado, grandes danos foram causados às florestas e às propriedades como resultado da queda de árvores. No entanto, como as Carolinas, como o resto do sudeste dos Estados Unidos, estavam sofrendo com uma seca severa, as fortes chuvas trazidas por Hazel foram bem-vindas. Na Carolina do Norte, a maior chuva foi recebida no interior do estado: Robbins recebeu 286 mm (11.3 in) de chuva, e Cartago recebeu 247 mm (9.7 in).
Dezenove pessoas foram mortas na Carolina do Norte, com várias centenas de feridos; 15.000 casas foram destruídas e outras 39.000 foram danificadas. O número de pessoas desabrigadas pela tempestade foi de "milhares incontáveis". Danos nas Carolinas totalizaram $ 163 milhões, com US$ 61 milhões incorridos pela propriedade à beira-mar. O dano total nos Estados Unidos variou de $ 281 milhões para US$ 308 milhões.
Embora Hazel tenha causado o maior dano nas Carolinas, a tempestade não perdeu toda a sua intensidade. Indo para o norte, Hazel tornou-se extratropical ao meio-dia quando se fundiu com uma frente fria; no entanto, manteve ventos com força de furacão e continuou a cair chuvas fortes.
Na Virgínia, rajadas de vento de mais de 100 mph (160 km/h) foram observados no escritório do Weather Bureau em Norfolk. Telhados foram arrancados, árvores e linhas de energia foram derrubadas, janelas foram quebradas e toldos foram rasgados. A estação naval sofreu principalmente pequenos danos em suas instalações temporárias. O rebocador Indian, carregando cinco barcaças, afundou no rio James ; quatro dos oito tripulantes morreram afogados. Um edifício foi demolido e vários outros foram danificados em Portsmouth. A balsa Princess Anne encalhou nas docas de Kiptopeke. Um navio inacabado no Newport News Shipbuilding em Newport News se soltou de suas amarras e foi arrastado para a margem do rio James. O telhado da alfândega foi destacado e caiu na rua. Em Richmond, 200 fachadas de lojas foram danificadas, enquanto parte da torre da Igreja Metodista da Trindade foi derrubada. Além disso, 150 ft (46 m) da torre de microondas em Varsóvia foi derrubada. Aproximadamente 50% dos residentes na Virgínia perderam o serviço de telefone e eletricidade por seis dias. A tempestade danificou cerca de 18.000 residências e empresas. Ao todo, foram 12 mortes e cerca de US $ 15 milhões em danos.
Depois da Carolina do Norte, a tempestade passou pela Virgínia, Virgínia Ocidental, Maryland, Delaware, Nova Jérsia, Pensilvânia e Nova Iorque. Em geral, a energia foi cortada e as árvores foram derrubadas. As rajadas de vento em toda a área chegaram a 160 km/h (99 mph). Os efeitos da tempestade foram capazes de quebrar o encouraçado incompleto USS Kentucky de suas amarras quando ele estava baseado no Estaleiro Naval da Filadélfia como um navio de peças, resultando em seu encalhe.
Embora não perto do centro, uma rajada de 182 km/h (113 mph) foi registrado em Battery Park, a maior velocidade do vento já registrada dentro dos limites municipais da cidade de Nova York.
As quantidades de chuva foram mais pesadas no lado oeste da tempestade. Na Virgínia Ocidental, a quantidade média de chuva recebida foi de 230 mm (9.1 in) com quantidades localizadas de 300 mm (12 in) relatado nos Apalaches. Ao norte, em Pittsburgh, apenas 90 mm (3.5 in) de chuva foi relatado.
A leste, a área de Washington, DC foi particularmente afetada, e inundações consideráveis foram relatadas nas Virgínias e Maryland. Grande parte dos terrenos da Academia Naval em Annapolis foram inundados, colocando aspirantes a trabalhar no dia seguinte para limpar os escombros. Nova Jersey escapou de grandes inundações porque a maré alta estava baixa o suficiente, mas ao sul da Baía de Chesapeake, a maioria dos potes de caranguejo foram destruídos. Hazel perdeu uma quantidade considerável de umidade ao cruzar as montanhas Allegheny, que elevaram rios e córregos na área de Pittsburgh significativamente acima da marca de inundação. Na Pensilvânia, os ventos ainda estavam fortes o suficiente para danificar várias casas.
No norte do estado de Nova Iorque, a tempestade bloqueou rodovias e ferrovias.

### Canadá
| Posição                                                          | Furacão            | Temporada | Fatalidades  |
| ---------------------------------------------------------------- | ------------------ | --------- | ------------ |
| 1                                                                | "Newfoundland (1)" | 1775      | 4,000–4,163† |
| 2                                                                | "Nova Escócia (1)" | 1873      | 600†         |
| 3                                                                | "Nova Scotia (3)"  | 1927      | 173–192†     |
| 4                                                                | "Labrador"         | 1882      | 140          |
| 5                                                                | Hazel              | 1954      | 81           |
| 6                                                                | "Newfoundland (2)" | 1883      | 80           |
| 7                                                                | "Nova Scotia (2)"  | 1926      | 55–58†       |
| 8                                                                | "Galveston"        | 1900      | 52–232†      |
| 9                                                                | "Newfoundland (3)" | 1935      | 50†          |
| 10                                                               | "Saxby Gale"       | 1869      | 37+          |
| † – total estimado Referências: Furacões mais mortais 1492–1994. |                    |           |              |

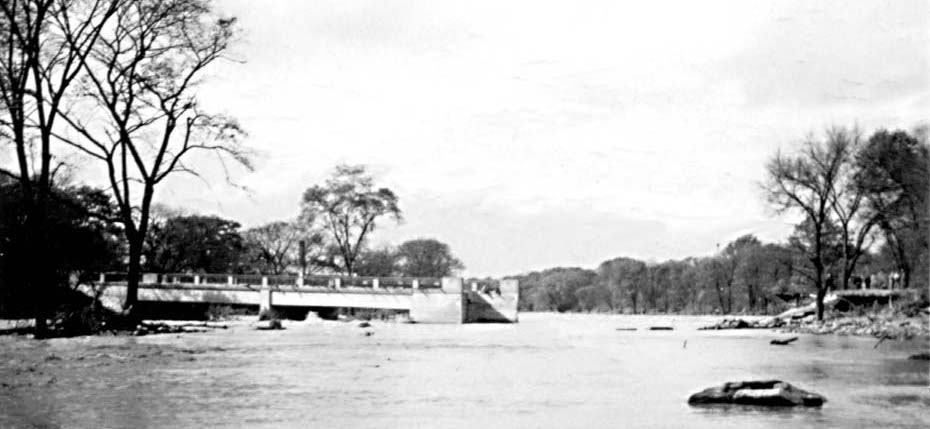
A ponte da Lawrence Avenue foi lavado pelo rio Humber; parte dela permaneceu presa à costa, enquanto o resto foi varrido

Após semanas de chuvas excepcionalmente altas que saturaram a área da Grande Toronto, Hazel trouxe chuvas adicionais, chegando a 214 mm (8.4 in) em Snelgrove, Ontário. Em três horas, a cidade recebeu 90 mm (3.5 in) de precipitação. A maioria dessas chuvas correu para os rios e riachos de Toronto, que elevaram os níveis de água em até 6–8 m (20–26 ft). Não construída para resistir a fortes inundações, a infraestrutura de Toronto sofreu um duro golpe: mais de 50 pontes, muitas partes de rodovias importantes, bem como inúmeras estradas e ferrovias foram destruídas quando a enchente as arrastou ou carregou detritos e as esmagou.
As águas da enchente subiram lentamente em Holland Marsh – um vale em forma de tigela perto de Bradford – permitindo que as pessoas escapassem para a cidade. A rodovia 400, que passa pelo pântano, estava abaixo de 3 m (9.8 ft) de água em alguns lugares quando tanto 6 m (20 ft) de água em backup. Grande parte das colheitas na área foram varridas ou arruinadas. Depois que as bombas de água falharam devido a detritos, melhores equipamentos permitiram que o paúl Holland Marsh fosse drenado até 13 de novembro. O rio Humber, no extremo oeste de Toronto, causou a maior destruição como resultado de uma intensa inundação repentina depois que a maioria dos rios e riachos menores desaguaram nele. Uma equipa de cinco bombeiros voluntários foi morta quando seu caminhão de bombeiros foi arrastado enquanto eles estavam respondendo para ajudar um motorista encalhado. As comunidades na planície de inundação de Humber foram devastadas. Em Woodbridge, o rio inchou de sua largura habitual de 20 m (66 ft) em seu ponto mais estreito para 107 m (351 ft), e deixou centenas de desabrigados e nove mortos. O Humber varreu 366 m (1,201 ft) da Raymore Drive e 14 casas próximas, matando 35 pessoas de 81 fatalidades canadenses. A subida do rio foi inédita e os moradores não tinham sido evacuados, o que levou ao alto número de mortos. O riacho Etobicoke Creek também transbordou suas margens na vila de Long Branch, matando sete pessoas depois que muitas habitações foram varridas para o Lago Ontário.
O número de mortos de 81 pessoas não foi igualado por um desastre natural no Canadá. Além das vítimas, mais de 4.000 famílias ficaram desabrigadas. O Departamento de Segurança Pública e Preparação para Emergências do Canadá estima que o custo total do furacão Hazel para o Canadá, levando em consideração os efeitos de longo prazo, como a interrupção econômica, o custo de propriedade perdida e os custos de recuperação, seja de C$ 1,03 mil milhão.

## Consequências

### Haiti
No rescaldo de Hazel, um período de três dias de luto nacional foi declarado no Haiti pelas vítimas do furacão. Com a infraestrutura existente já precária, a recuperação foi muito lenta, pois muitas das poucas estradas existentes estavam bloqueadas e os equipamentos de comunicação estavam danificados, danificados ou destruídos. A Cruz Vermelha Haitiana pediu assistência à Cruz Vermelha Internacional, enquanto a Cruz Vermelha Americana fez uma doação de $ 25.000. A Pan American World Airways ofereceu o uso de seus aviões para ajudar na entrega de ajuda, e o porta-aviões norte-americano USS Saipan enviou 18 helicópteros para ajudar na entrega de suprimentos. Apesar do esforço de socorro, houve um surto de Febre tifoide após Hazel devido à falta de água potável.

### Estados Unidos
Nas Carolinas, a Guarda Nacional foi mobilizada na noite de 15 de outubro para evitar saques nas áreas afetadas do litoral. Em 17 de outubro, o presidente Dwight D. Eisenhower declarou um "grande desastre" nas Carolinas e ofereceu "assistência federal imediata e ilimitada". A recuperação foi rápida e, em 24 de outubro, todas as unidades, exceto duas, foram desmobilizadas. Outra preocupação foi a reconstrução das dunas de areia ao longo da orla. Uma barreira de dunas de areia artificial com 39 km (24 mi) de comprimento, foi concluída em 30 de outubro, o que, a longo prazo, levou a um acúmulo natural mais rápido de dunas maiores. Com Myrtle Beach um destino turístico popular, a Câmara de Comércio iniciou uma campanha de informação para informar o público, que poderia ter concluído erroneamente pela cobertura massiva da mídia que a cidade havia sido destruída, que a cidade estaria pronta para o próximo verão. A reconstrução após a destruição parcial transformaria Myrtle Beach de uma "colônia de verão pitoresca em uma cidade turística de arranha-céus".

### Canadá

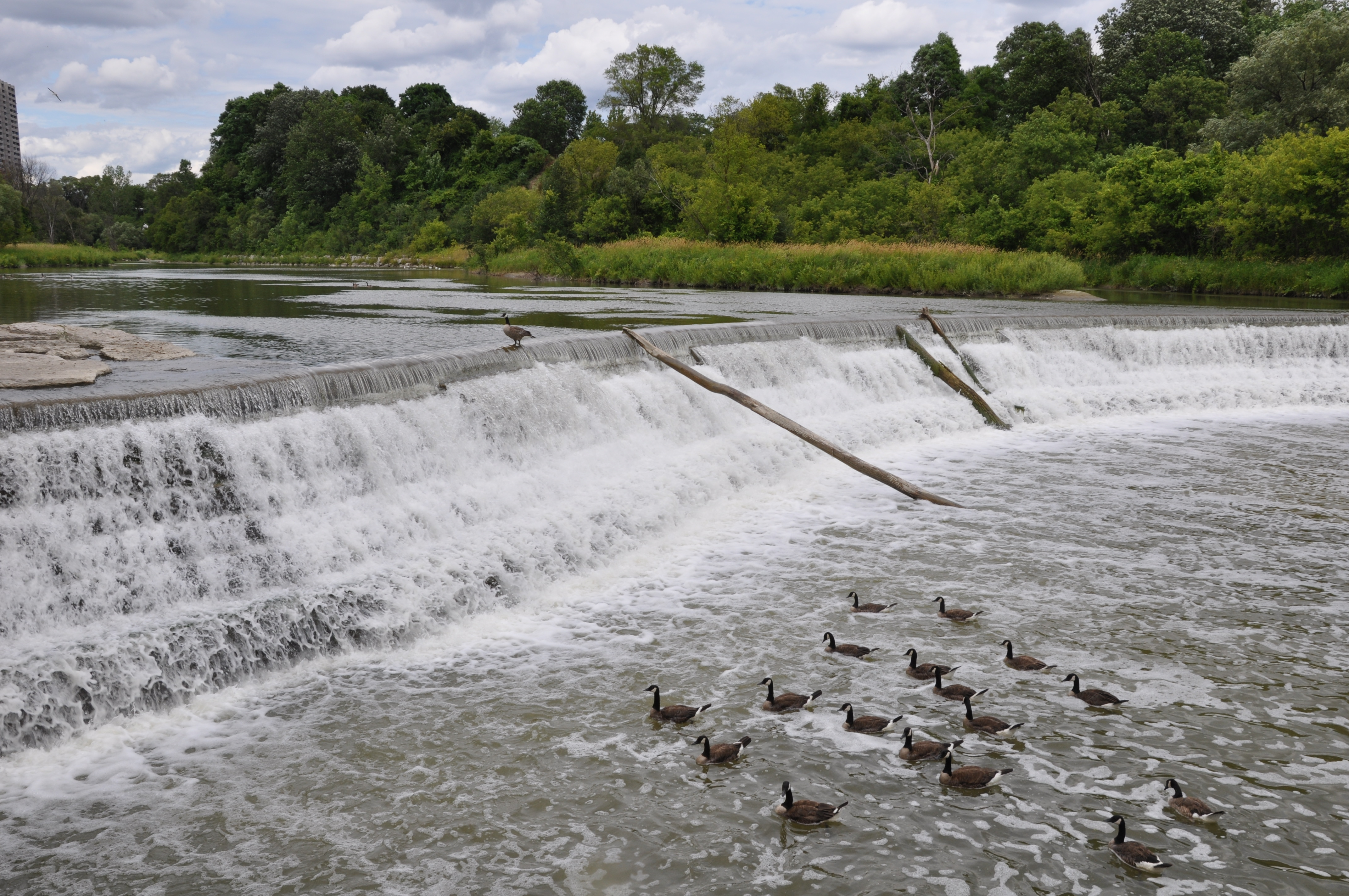
Um açude foi construído no rio Humber perto de Raymore Drive para diminuir o risco de uma inundação catastrófica semelhante

O exército enviou cerca de 800 soldados a Toronto para ajudar na limpeza, fornecendo cobertores e colchões. Os moradores de Toronto ajudaram no esforço de socorro: o Exército de Salvação recebeu tantas doações de roupas, calçados, cobertores, alimentos e dinheiro que suas instalações de armazenamento ficaram superlotadas, forçando-o a desaconselhar outras doações até que fossem necessárias. Um Fundo de Alívio do Furacão foi estabelecido para coordenar doações financeiras, arrecadando cerca de US$ 5,3 milhões (CAD). O fundo recebeu doações de organizações, empresas e indivíduos, incluindo o Papa Pio XII, a Ford Motor Company do Canadá, a Igreja Unida do Canadá, Laura Secord Candy Shops e a British-American Oil Company. Parte do fundo foi constituída como reserva para contingências em caso de sinistros não solucionados e também para despesas administrativas.
A Autoridade de Conservação de Toronto e Região foi criada após a tempestade para gerenciar as várzeas e rios da área, como a construção de barragens. As áreas fortemente inundadas foram desapropriadas e impedidas de reconstruir casas, e a maior parte da terra foi posteriormente convertida em um extenso sistema de parques ao longo dos rios de Toronto. Uma passarela dedicada às vítimas atravessa o rio Humber em Raymore Park, que era a antiga Raymore Drive.

### Nome retirado
Como resultado dos danos catastróficos e do número de mortos no Caribe, Estados Unidos e Canadá, o nome Hazel foi aposentado e nunca mais será usado para um furacão no Atlântico. No entanto, desde que foi aposentado antes do início das listas de nomes com o ciclo moderno de seis anos, não foi substituído diretamente por nenhum nome específico.